# Анна Бжезінська-Скаржинська
Анна Бжезінська-Скаржинська (пол. Anna Brzezińska-Skarżyńska; нар. 10 квітня 1958, Варшава) — польська фотографка, редакторка, кураторка виставок та членкиня журі фотоконкурсів.

## Життєпис
Анна Бжезінська-Скаржинська народилася 10 квітня 1958 у Варшаві.
Займається фотографією з 1980 року. Починала з замовлень для «Kurier Polski». З 1981 року фотографувала для «Tygodnik Solidarność», а згодом для тижневиків «Solidarność Rolników» та «Za i przeciw». У 1990-2004 роках була фотожурналісткою та керівницею фотовідділу газети «Rzeczpospolita». Також співпрацювала з секретаріатом примаса Юзефа Ґлемпа (1982-1984) та Франса Преса (1988-1990). З 2004 по 2017 рік — головний редактор і директор фоторедакційного відділу Польської пресової агенції. Працювала головним фоторедактором у Будинку історичних зустрічей.
Публікувалася у: «Asashi Shimbun», «Chicago Tribune», «Corriere della Sera», «Die Welt», «Frankfurter Allgemeine Zeitung», «Kurier Polski», «La Croix», «La Epoca», «La Stampa», «Libération», «New York Herald Tribune», «Rzeczpospolita», «The New York Times», «The Daily Telegraph», «Guardian», «The Independent», «The Times», «Tygodnik Solidarność».
Її фотографії були представлені у 2008 році на виставці «Документалістки. Польські фотографки XX століття» в галереї «Захента» та в Будинку спіткань з історією у 2021-2022 роках на виставці «Єдина. Нерозказані історії польських фотографок у Будинку спіткань з історією».